# Paul Gauffre
Paul Gauffre, né le 11 février 1910 à Neffiès et mort pour la France le 12 septembre 1944 à Vittel, est un militaire français, Compagnon de la Libération. Vétéran des troupes coloniales, il décide de se rallier à la France libre en 1940 et combat en Afrique avant de participer à la libération de la France au cours de laquelle il est tué au combat.

## Biographie

### Jeunesse et engagement
Paul Gauffre naît le 11 février 1910 à Neffiès, dans l'Hérault, d'un père cheminot. D'abord scolarisé dans son village natal, il effectue ensuite ses études secondaires à Perpignan où son père a été muté. Le 8 mars 1928, il s'engage dans les troupes coloniales et est affecté au 4e régiment de tirailleurs sénégalais. Promu caporal, il est ensuite muté au 18e régiment de tirailleurs sénégalais avec lequel il part pour la Tunisie en juin 1929. Sergent en janvier 1931, il rejoint les rangs du 42e bataillon de mitrailleurs malgaches en Haute-Volta[Information douteuse] puis ceux du bataillon de tirailleurs sénégalais n° 6 en Côte d'Ivoire en octobre 1932. En juillet 1934, il part pour l'Algérie où il est affecté au 13e régiment de tirailleurs sénégalais. Il est ensuite affecté en Cochinchine où il passe au régiment des tirailleurs annamites en avril 1935. Tombé malade après avoir perdu son épouse et sa fille, il est rapatrié sanitairement en France en septembre 1936. De nouveau sur pied, il est affecté en octobre suivant au 1er régiment d'infanterie coloniale et part au Moyen-Congo. Promu sergent-chef en octobre 1937, il est muté au Régiment de tirailleurs sénégalais du Tchad (RTST).

### Seconde Guerre mondiale
Toujours en poste au Tchad, dans la région de Borkou, quand il apprend l'armistice du 22 juin 1940, il décide de suivre son régiment et la colonie lorsque ceux-ci se rallient à la France libre en août suivant. Promu adjudant en octobre, Paul Gauffre fait partie des premiers éléments de la colonne formée par le colonel Leclerc. Au début de l'année 1941, il participe à la bataille de Koufra puis, de février 1942 à février 1943, à la guerre du désert lors de laquelle il combat au Fezzan et en Tripolitaine. Promu sous-lieutenant en mars 1943, il est muté au groupe nomade de l'Ennedi qui, au sein de la Force L de Leclerc, participe à la campagne de Tunisie. Le 1er juin 1943, le groupe nomade de Paul Gauffre est intégré au régiment de marche du Tchad (RMT) dont il devient la 7e compagnie.
La Force L étant devenue la 2e division blindée (2e DB), Paul Gauffre embarque avec elle vers l'Angleterre au printemps 1944. Débarqué sur Utah Beach le 1er août 1944 après avoir été promu lieutenant, il participe à la bataille de Normandie puis à la libération de Paris. Suivant l'avancée de la 2e DB, il se trouve en Lorraine en automne 1944 à la veille de la bataille des Vosges. Le 12 septembre 1944, alors qu'il mène ses hommes au combat lors de la libération de Vittel, Paul Gauffre est tué par une rafale de mitrailleuse. Il est inhumé dans son village natal.

## Décorations
|  |  |  |
|  |  |  |

| Chevalier de la Légion d'honneur | Chevalier de la Légion d'honneur | Chevalier de la Légion d'honneur | Compagnon de la Libération À titre posthume par décret du 29 décembre 1944 | Compagnon de la Libération À titre posthume par décret du 29 décembre 1944 | Compagnon de la Libération À titre posthume par décret du 29 décembre 1944 | Médaille militaire                                                               | Médaille militaire                                                               | Médaille militaire                                                               |
| Croix de guerre 1939-1945        | Croix de guerre 1939-1945        | Croix de guerre 1939-1945        | Médaille de la Résistance française Avec rosette                           | Médaille de la Résistance française Avec rosette                           | Médaille de la Résistance française Avec rosette                           | Médaille coloniale Avec agrafes "Koufra", "Fezzan 1942" et "Fezzan-Tripolitaine" | Médaille coloniale Avec agrafes "Koufra", "Fezzan 1942" et "Fezzan-Tripolitaine" | Médaille coloniale Avec agrafes "Koufra", "Fezzan 1942" et "Fezzan-Tripolitaine" |

## Hommages
- Une place a été baptisée en son honneur dans son village natal de Neffiès où son nom figure aussi sur le monument aux Morts de la commune[5],[6]
- À Vittel, la rue dans laquelle il a été tué porte son nom qui est également inscrit sur une plaque commémorative à l'entrée de la voie[7],[8].
- À Paris, son nom est inscrit sur le monument commémoratif de la 2e DB, place du 25-Août-1944[9].